# سلطان القحطاني
سلطان بجاد القحطاني لاعب كرة قدم سعودي و يلعب كحارس مرمى في نادي سدوس و لعب سابقاً مع نادي الفيصلي السعودي.